# Scleria camaratensis
Scleria camaratensis là loài thực vật có hoa trong họ Cói. Loài này được Core miêu tả khoa học đầu tiên năm 1965.